# 威爾頓鎮區 (明尼蘇達州沃西卡縣)
威爾頓鎮區（英語：Wilton Township）是位於美國明尼蘇達州沃西卡縣的一個行政鎮區。

## 地方資料
威爾頓鎮區的面積為93.60平方千米，當中陸地面積為92.18平方千米，而水域面積為1.42平方千米。根據2020年美國人口普查的數據，當地共有人口381人，而人口密度為每平方千米4.07人。